# Олимпийский комитет Бутана
Олимпийский комитет Бутана — организация, представляющая Бутан в международном олимпийском движении. Основан в ноябре 1983 года, штаб-квартира находится в Тхимпху. Является членом Международного олимпийского комитета, Ассоциации национальных олимпийских комитетов и Олимпийского совета Азии. Осуществляет деятельность по управлению бутанским спортом и его развитию.
Так как Национальный олимпийский комитет страны может быть официально признан МОК, если в него входят 5 национальных федераций олимпийских видов спорта, являющихся членами международных спортивных федераций, то в состав Олимпийского комитета Бутана входят Бутанская любительская федерация лёгкой атлетики, Бутанская федерация футбола, Бутанская федерация бокса, Бутанская федерация тенниса и Бутанская федерация настольного тенниса. Всего в настоящее время в Бутане имеется 14 спортивных федераций, объединяющих около 100 тысяч спортсменов-любителей.